# ساونسیک
ساونسیک (به آلمانی: Sauensiek) یک شهر در آلمان است که در آپنزن واقع شده‌است. ساونسیک ۲٬۲۸۵ نفر جمعیت دارد.